# Caravansérail de Rabati Malik
Le caravansérail de Rabati Malik (ou Rabat i Malik, littéralement « le caravansérail du prince ») est un ancien caravansérail située sur la route M83 entre Samarcande et Boukhara dans la province de Navoï en Ouzbékistan.
Construit au XIe siècle, il était alors situé sur la route de la soie

## Histoire
Le caravansérail de Rabati Malik a été construit par ordre du fils de Tamgachkhan Ibragim (chef de Samarcande de 1068 à 1080, dynastie des Qarakhanides). Il a été bâti entre 1078 et 1079 et était situé sur la route de la soie.
Des travaux archéologiques ont permis de représenter le plan original du caravansérail. Il était entouré par des murs allant de 54 à 56 m de haut. Sur chaque coin du carré d'enceinte se trouvait une tour. Au total, le caravansérail occupait un total de 8 277 m². En 1220, Boukhara a été ravagé par les conquêtes mongoles.

## État
Seul le portail du caravansérail subsiste aujourd'hui. Il est construit en adobes de format 25x25x4 cm. Ce peshtak avec une arche en arc-boutant et une ouverture rectangulaire est l'un des plus anciens et plus grands d'Asie centrale. Le pourtour est décoré par des inscriptions en arabe. Il a été partiellement restauré mais reste principalement authentique. Son genre de décor est rare en Asie centrale, on en trouve des similaires sur le minaret de Dzhar Kurgan et sur l'arche de Shahriar à Merv. Seul l'un des murs subsiste aujourd'hui, il a été entièrement reconstruit,.
En face du caravansérail se trouve un réservoir d'eau souterrain appelé Sardoba Malik (de). Il est situé tout près de l'aéroport international de Navoï (en). Le site sert aujourd'hui de musée en plein air.
Il est candidat à l'inscription au patrimoine mondial de l'UNESCO depuis le 18 janvier 2008 dans la catégorie « Culture ».